# Savage: The Battle for Newerth
Savage: The Battle for Newerth je fantasy/sci-fi online hra kombinující prvky střílečky z pohledu první osoby a realtimové strategie v jedné hře. Tvůrci hry ji definovali jako Real Time Strategy Shooter neboli RTSS. Odehrává se v daleké budoucnosti, kdy lidé po apokalypse obnovují společnost, ale ohrožují je inteligentní bestie. Od 1. září 2006 je hra šířena jako freeware.

## Hratelnost
Cílem Savage je zničit soupeřův 'Stronghold / Lair', protože to je hlavní bod, v němž se vojáci mohou po smrti obnovovat a pořizovat výzbroj. To lze i mimo hlavní základnu v 'garrison/sublair', které mohou hráči stavět, popřípadě na statických vlajkách (které stavět nelze).
Savage se hraje pouze s živými protivníky, má dva nebo více týmů (obvykle lidé vs. bestie, ale jiné konfigurace, jako lidé vs. lidé, jsou možné). Každý tým má jednoho velitele, který hraje hru jako realtimovou strategii. Staví budovy, vyvíjí nové zbraně a vylepšení, těží suroviny a zadává hráčům příkazy (zda jich uposlechnou už záleží na nich). Pokud se stane situace, že do křesla velitele usedne nezkušený nebo neschopný hráč, ostatní mají možnost ho hlasováním sesadit a zvolit velitele nového. Proto je také pro nové hráče snadnější učení povelů na prázdných serverech.
Dalších 1-63 hráčů v týmu jsou vojáci a ti hru hrají jako střílečku z pohledu první osoby (FPS), i když značné množství bojů, především vedené hráči bojící na blízko, se odehrává v pohledu třetí osoby. Většina z nich bojuje proti druhému týmu, ale mohou také pomáhat stavět budovy nebo těžit suroviny.
K dispozici je také až deset pracovníků z obou týmu, ale ty jsou ovládáni přímo velitelem, a jsou používáni většinou pro výstavbu a shromažďování zdrojů, i když je možné dát jim příkaz k útoku (ale jsou velmi neúčinní)
Každá strana má své unikátní výhody a slabiny. Bestie jsou vhodnější ke kontaktnímu boji, což je posíleno jejich schopností skočit na své nepřítele, čemuž odpovídá první sada zbraní, která je kompletně určena ke kontaktnímu boji. Lidé se naopak soustřeďují na boj na dálku, čemuž odpovídá jejich výzbroj a schopnost krýt rány.
Mimo vlastní zbraně si mohou hráči pořizovat další vybavení jako lékárničky, miny, posilující prostředky a další.